# Anton Docher
Anton Docher (* 1852 in Le Crest, Frankreich als Antonin Jean Baptiste Docher; † 18. Dezember 1928 in Albuquerque, USA) war ein französischer Franziskaner, Missionar und Verteidiger der Indianer. Er lebte 34 Jahre lang im Dorf Isleta Pueblo in New Mexico.

## Biografie
Noch als Seminarist war er an Kolonialkriegen in Tunesien und Indochina beteiligt. Später war er bis zu seinem Tod Missionar bei den Indianern in New Mexico.
Während seines langen Aufenthalts in Isleta traf er zahlreiche Berühmtheiten dieser Zeit wie die Königliche Familie Belgiens, Willa Cather, Adolph Francis Alphonse Bandelier und Charles Fletcher Lummis.

## Fotogalerie

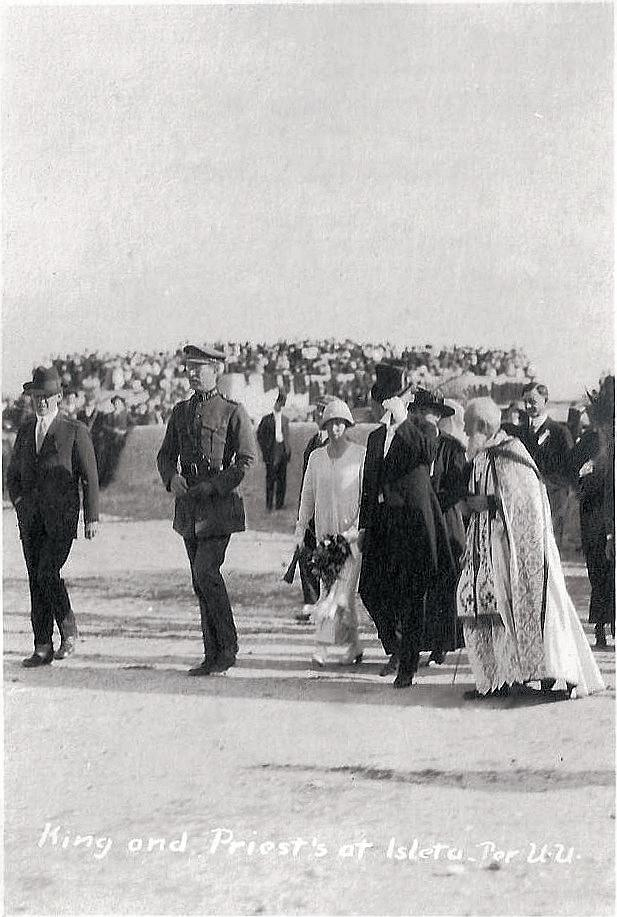
König Albert I. und Königin während ihres Besuchs in Isleta pueblo 1919 mit dem Gouverneur des Bundesstaates und Anton Docher

## In der Literatur
Er wurde als Vorbild für die Figur von Padre Jesus de Baca im Roman von Willa Cather Der Tod kommt zum Erzbischof. Seine Abenteuer erzählt man in einem Roman von Samuel Gance, Anton ou la trajectoire d'un père, der im Januar 2013 veröffentlicht wurde. 2018 schreibt der Autor Philippe Morvan einen Roman, Ours, der bei Calmann-Lévy veröffentlicht wurde. Er sagt, dass er Anton Docher als Vorbild genommen hat. Und schließlich zitiert Mary Ellen Snodgrass ihn als einen der 231 bedeutendsten Pioniere der Eroberung des amerikanischen Westens.